# Адагумское сельское поселение
Адагумское сельское поселение — муниципальное образование в составе Крымского района Краснодарского края России.
В рамках административно-территориального устройства Краснодарского края ему соответствует Адагумский сельский округ.
Административный центр — хутор Адагум.

## Население
| 2010  | 2012  | 2013  | 2014  | 2015  | 2016  | 2017  |
| ----- | ----- | ----- | ----- | ----- | ----- | ----- |
| 4607  | ↗4683 | ↘4648 | ↗4740 | ↘4718 | ↘4676 | ↘4662 |
| 2018  | 2019  | 2020  | 2021  | 2023  |       |       |
| ↗4674 | ↗4719 | ↗4778 | ↘4548 | ↗4569 |       |       |

## Населённые пункты
В состав сельского поселения (сельского округа) входят 9 населённых пунктов:
| № | Населённый пункт  | Тип населённого пункта | Население (чел.) |
| - | ----------------- | ---------------------- | ---------------- |
| 1 | Адагум            | хутор                  | ↗2827            |
| 2 | Аккерменка        | хутор                  | ↘25              |
| 3 | Баранцовское      | село                   | ↘167             |
| 4 | Кубанская Колонка | хутор                  | ↘373             |
| 5 | Непиль            | хутор                  | ↗677             |
| 6 | Нефтепромысловый  | посёлок                | ↗336             |
| 7 | Новомихайловский  | хутор                  | ↘3               |
| 8 | Новопокровское    | село                   | ↘188             |
| 9 | Пролетарский      | хутор                  | →11              |